# Schwalbenhaus

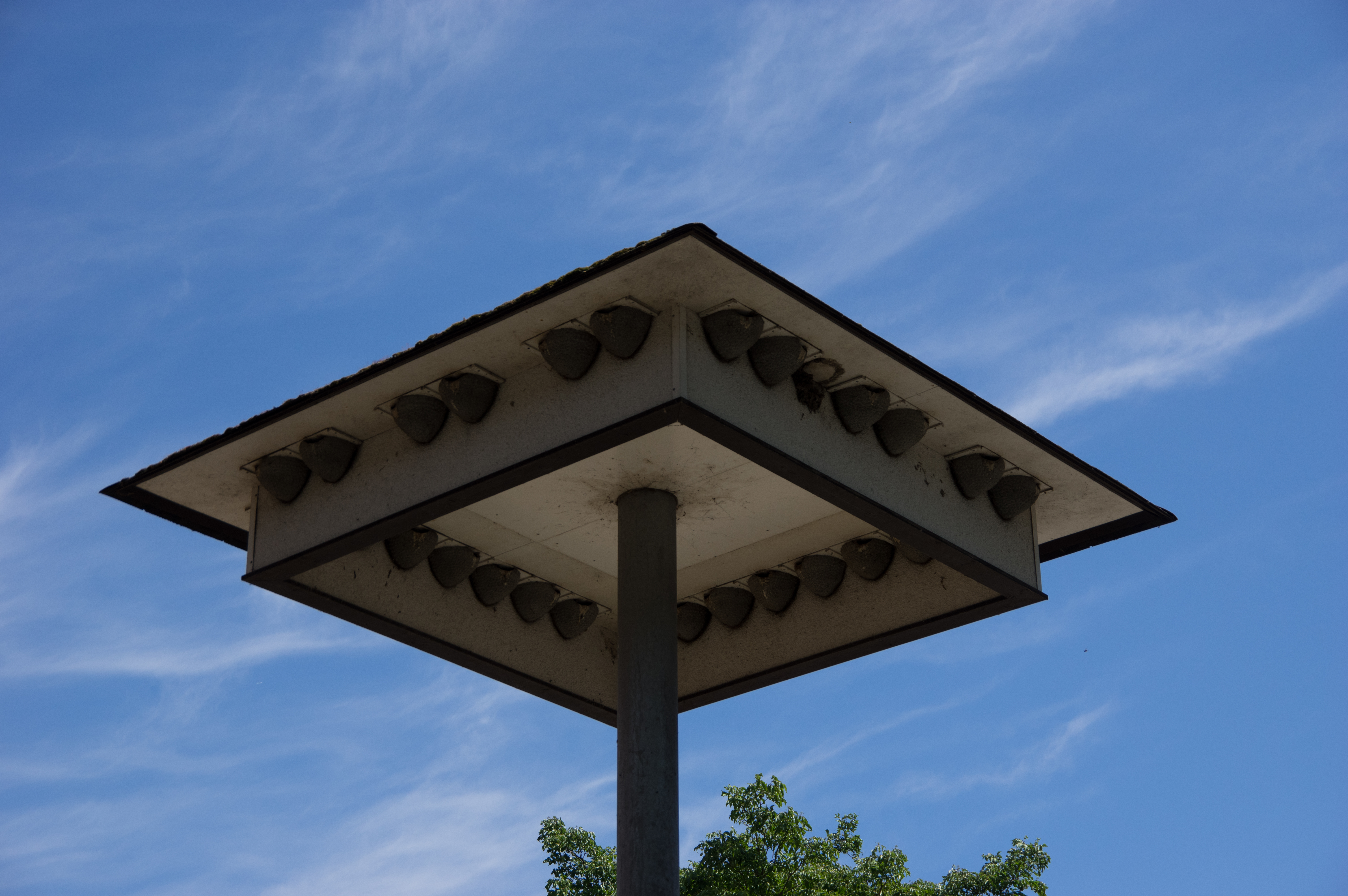
Schwalbenhaus in Blankenfelde-Mahlow in Brandenburg

Schwalbenhäuser (manchmal auch als Schwalbentürme oder -bäume bezeichnet) sind als künstliche Kolonien für Mehlschwalben eine Hilfsmaßnahme für diese Vogelart. In der Regel befindet sich ein quadratisches oder sechs-/achteckiges Dach auf einem Mast in 4–6 m Höhe. Die Simse unter dem Dach sollten rau verputzt sein, daran werden künstliche Nisthilfen für die Mehlschwalben angebracht und die Schwalben können selbst natürliche Nester anbauen.

## Die Idee
Das vermutliche Ur-Schwalbenhaus stand auf einem Privatgrundstück in Aalen, wo es von einem Mitglied des NABU Krofdorf-Gleiberg fotografiert wurde. Durch den Umbau des Feuerwehrhauses in Krofdorf-Gleiberg im Jahr 1990 entfiel ein Standort für eine größere Schwalbenkolonie und so wurde von R. Stork nach dem Foto aus Aalen das Schwalbenhaus gebaut. Durch den Erfolg dieser Maßnahme im Zusammenhang mit weiteren Schutzmaßnahmen für Mehlschwalben konnte der Bestand dieser Vogelart in Krofdorf-Gleiberg stetig gesteigert werden. Dadurch wurde die Idee des Schwalbenhauses immer weiter bekannt und fand zahlreiche Nachahmer. Zudem werden fertige Schwalbenhäuser und Bausätze von einer Firma aus Mittelhessen geliefert und aufgestellt. 

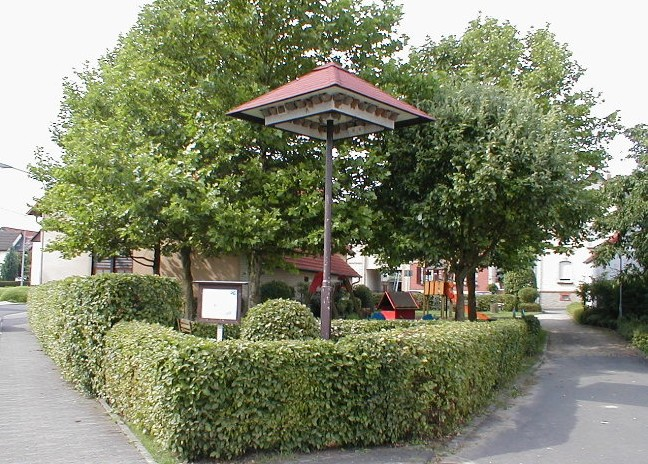
Erstes Schwalbenhaus in Krofdorf-Gleiberg

Heute stehen bereits über 300 Schwalbenhäuser in Deutschland (u. a. Berlin, Schwerin, Cottbus, Eschborn/Ts.) und Nachbarländern (Schweiz, Luxemburg, Belgien, Niederlande, Frankreich). Alleine in Hessen wurden über 200 Schwalbenhäuser errichtet. Selbst im Kurhotel in Heiligendamm (wo 2007 der G8-Gipfel stattfand) wurden Schwalbenhäuser installiert, um den Verlust der Nester durch die Renovierung der Fassaden auszugleichen. Inzwischen wurde sogar ein Schwalbenhaus nach dem Krofdorfer Vorbild in Seattle, USA, für die Veilchenschwalbe (violet-green swallow; Tachycineta thalassina) aufgestellt.

## Konstruktion und Standort
Ob ein Schwalbenhaus auch von den Mehlschwalben angenommen wird, hängt vom richtigen Aufbau und vor allem vom Standort ab.
Die Simse und die Unterseite des Schwalbenhauses sollten hell und rau verputzt sein. Neben den Kunstnestern sollte noch Platz für natürliche Nester sein.
In der Nähe des Standortes sollten sich besetzte Mehlschwalbennester in Sichtweite befinden. Vom Aufstellen direkt an Gewässern und außerhalb von Ortslagen ist abzuraten. Darüber hinaus ist es empfehlenswert, Schwalbenhäuser nur auf Grundstücken in öffentlichem Eigentum aufzustellen. Das Anbringen einer Klangattrappe, welche Rufe von Mehlschwalben abspielt, erhöht die Wahrscheinlichkeit, dass ein Schwalbenhaus von Mehlschwalben angenommen wird.

## Weitere Arten
Ähnliche Konstruktionen gibt es auch für Mauersegler („Mauerseglerlaterne“ oder „Mauerseglerturm“).
Neben den Nisthilfen für Mehlschwalben kann man ein Schwalbenhaus auch mit Hilfen für andere Arten ausstatten, so z. B. für Haussperlinge oder Fledermäuse.